# تلال الشوكولا
تلال الشوكولا هي تلال مخروطية موجودة في جزيرة بوهول في الفلبين وتتحول إلى لون الشوكولا في موسم الجفاف.
تبدو تلال الشوكولا وكأنها تلال اصطناعية تمثل ثمرة جهودٍ بشريةٍ هائلة، لا بدعاً من الطبيعة . ذلك أن مئاتٍ من التلال، على شكل مخاريط وقباب، تنتصب في مجموعاتٍ متسقةٍ إحداها خلف الأخرى كأكداس التِبن في الحقول، وقد لفتها الأعشاب البرية . وفي إبان موسم الجفاف، الذي يمتد من شهر شباط / فبراير إلى أيار / مايو، تصبح هذه التلال هامدة ظمأى، بحيث تتحول إلى لون يحاكى لون الشوكولا، فسميت باسمه . حتى إذا هطلت الأمطار الاستوائية المدرارة، اهتزت الأعشاب وسرت فيها الحياة من جديد، فمرعت واخضوضرت .
وبوهول هي إحدى جزائر فيسايا ، الواقعة في قلب الفليبين . وقد حظيت هذه الجزيرة – التي تناهز مساحتها مساحة جزيرة ما يوركا – بمكانةٍ خاصةٍ في تاريخ الفليبين .